# Haemaphysalis pentalagi
Haemaphysalis pentalagi är en fästingart som beskrevs av Pospelova-Shtrom 1935. Haemaphysalis pentalagi ingår i släktet Haemaphysalis och familjen hårda fästingar. Inga underarter finns listade i Catalogue of Life.